# 在ラゴス日本国総領事館
もしかして
- 在ラゴス日本国領事館

ではありませんか？